# Vizawrite
Vizawrite ist ein englischsprachiges Textverarbeitungsprogramm für die Heimcomputer Commodore 64 und Commodore 128, das 1983 von der Firma Viza Software entwickelt und vertrieben wurde. Seit 1984 gab es auch eine deutschsprachige Ausgabe, in der nicht nur die Menüs auf Deutsch, sondern auch deutsche Sonderzeichen nutzbar waren. Die deutsche Version wurde in Deutschland unter anderem von der Firma Interface Age aus München vertrieben.
Es wurde auf Diskette oder als Steckmodul ausgeliefert und gehörte neben den Programmen StarTexter und Printfox zu den Standardprogrammen des C64. Das Programm kann bis zu 34.000 Zeichen im Textspeicher verarbeiten und wird, wie damals üblich, ausschließlich über Tastenkombinationen gesteuert. Durch zahlreiche Plug-ins, die von Diskette nachgeladen werden, war schon in den 1980er Jahren der Aufruf von Makros möglich, die heute Standard jeder Textverarbeitung sind.
1986 erschien eine Version für den Commodore 128, die den größeren Speicher und die höhere Auflösung des Computers ausnutzte.